# Championnat d'Europe féminin de course à l'américaine
Le Championnat d'Europe de course à l'américaine féminin est le championnat d'Europe de course à l'américaine organisé annuellement par l'Union européenne de cyclisme. Le premier championnat a eu lieu en 2016, dans le cadre des championnats d'Europe de cyclisme sur piste élites.

## Palmarès
| Année | Or                                              | Argent                                   | Bronze                                    |
| ----- | ----------------------------------------------- | ---------------------------------------- | ----------------------------------------- |
| 2016  | Belgique Jolien D'Hoore Lotte Kopecky           | Grande-Bretagne Emily Kay Emily Nelson   | Pays-Bas Nina Kessler Kirsten Wild        |
| 2017  | Grande-Bretagne Elinor Barker Eleanor Dickinson | Irlande Lydia Boylan Lydia Gurley        | Pays-Bas Amy Pieters Kirsten Wild         |
| 2018  | Danemark Amalie Dideriksen Julie Leth           | Russie Gulnaz Badykova Diana Klimova     | Pays-Bas Amy Pieters Kirsten Wild         |
| 2019  | Danemark Amalie Dideriksen Julie Leth           | Royaume-Uni Katie Archibald Laura Kenny  | Pays-Bas Amy Pieters Kirsten Wild         |
| 2020  | Italie Elisa Balsamo Vittoria Guazzini          | Russie Diana Klimova Maria Novolodskaya  | Grande-Bretagne Laura Kenny Elinor Barker |
| 2021  | Grande-Bretagne Katie Archibald Neah Evans      | Danemark Amalie Dideriksen Julie Leth    | France Victoire Berteau Marion Borras     |
| 2022  | Italie Silvia Zanardi Rachele Barbieri          | France Clara Copponi Marion Borras       | Danemark Amalie Dideriksen Julie Leth     |
| 2023  | Grande-Bretagne Katie Archibald Elinor Barker   | France Victoire Berteau Clara Copponi    | Italie Elisa Balsamo Vittoria Guazzini    |
| 2024  | France Valentine Fortin Marion Borras           | Belgique Lotte Kopecky Katrijn De Clercq | Italie Elisa Balsamo Vittoria Guazzini    |
| 2025  | Pays-Bas Lisa van Belle Maike van der Duin      | Italie Chiara Consonni Vittoria Guazzini | France Victoire Berteau Marion Borras     |

## Tableau des médailles
| Rang  | Nation          | Or | Argent | Bronze | Total |
| ----- | --------------- | -- | ------ | ------ | ----- |
| 1     | Grande-Bretagne | 3  | 2      | 1      | 6     |
| 2     | Italie          | 2  | 1      | 2      | 5     |
| 3     | Danemark        | 2  | 1      | 1      | 4     |
| 4     | France          | 1  | 2      | 2      | 5     |
| 5     | Belgique        | 1  | 1      | 0      | 2     |
| 6     | Pays-Bas        | 1  | 0      | 4      | 5     |
| 7     | Russie          | 0  | 2      | 0      | 2     |
| 8     | Irlande         | 0  | 1      | 0      | 1     |
| Total | Total           | 10 | 10     | 10     | 30    |